# Partycypacja filozoficzna
Partycypacja filozoficzna (gr. Μεθεξισ [métheksis] – wspólnie mieć, od μετα [metá] – wspólnie, razem, między; εξειν [échein] – mieć, posiadać; łac. participatio od: pars – część; capere – brać) to pojęcie filozoficzne czy metafizyczne, określające charakter relacji zachodzącej między dwiema rzeczami, przy czym jeden człon relacji ma się do drugiego tak, jak część do całości. Termin został ustanowiony przez Platona, by określić relację istniejącą między światem idei a światem materialnym. Obok pojęcia aktu istnienia pojęcie partycypacji jest największym osiągnięciem filozoficznym Św. Tomasza z Akwinu.

## Partycypacja u Platona
Platon wyróżnił dwa światy rzeczywistości: 

a) Świat idei – jako „rzeczywista rzeczywistość”, posiadająca bytowość w sensie pełnym (οντοσ ον [ontos on]), tożsame w sobie, wieczne (nie powstają i nie giną), samoistne („to, co zawsze trwa, nie zna urodzin”. Idee są poznawalne na mocy intuicji intelektualnej (νοεςισ [nóesis]), są przedmiotem oglądu i kontemplacji, stanowią pierwotną rzeczywistość. 

b) Świat rzeczy materialnych, a więc tego, co cielesne, zmienne, mnogie, przemijające, poznawalne zmysłowo (δοξα [ doksa]).
Między tymi sferami rzeczywistości zachodzi relacja zależności i współwystępowania. Relację tę określał Platon za pomocą wielu terminów, z których najważniejszy jest termin Μεθεξισ [métheksis] – „partycypacja”. Używał także terminów: μιμεςισ [mímesis], akcentując moment odwzorowania, „odbicia”, naśladownictwa, podobieństwa, a także κοινονια [koinonía], wskazując na wspólnotę między ideami a rzeczami zmiennymi, oraz παρουςια [parousía], podkreślając obecność idei swoim skutku.

## Partycypacja u Tomasza z Akwinu
Według św. Tomasza partycypować to brać udział (część) quasi partem capere. Może to być partycypacja fizyczna, kiedy dzieli się przedmiot materialny (np. dziedzictwo) albo partycypacja duchowa, kiedy posiada się jedynie częściowo to, co inny podmiot ma w sposób totalny i absolutny (np. wiedza).
Można przyjąć czasownik partycypować w stronie biernej – stać się częścią: coś uczestniczy w doskonałości – lub czynnej, tj. sprawiać, aby inny miał część; partycypować, jako sprawiać: to znaczy być przyczyną.
Według Tomasza z Akwinu, byt istniejący na mocy partycypacji to „byt uprzyczynowany przez coś innego” – ex hoc quod aliquid per participationem est ens sequitur, quod sit causatum ab alio

## Partycypacja metafizyczna
Partycypacja metafizyczna sensu stricto prowadzi do pełni partycypację duchową. Partycypowanie metafizyczne to nie posiadanie części, lecz częściowe posiadanie jakiejś doskonałości. Posiada się coś w sposób ograniczony, ponieważ ma się od kogoś, kto ma to w pełni.

## Akt bytu (actus essendi) i partycypacja
Akt bytu umożliwia zrozumienie partycypacji w swojej najwyższej formie. Akt każdego bytu ograniczonego jest autentyczną partycypacją bytu absolutnego. Każda rzecz działa według swojej natury, z mocy tego, co najbardziej intymne – aktu bytu. Skuteczność przyczynowa stworzeń odwołuje w każdej z nich, do tego co wyżej niż formy przypadłościowe i substancjalne, do aktu pierwszego, z którego te formy partycypują: esse – akt istnienia – co jest samym istnieniem ze swej istoty – aliquid quod sit ipsum esse per suam essentiam. Pojęcie partycypacji związane jest z teorią analogii bytu.